# Оперный театр в Гуанчжоу

### Оперный театр в Гуанчжоу
Оперный театр в Гуанчжоу (кит. 广州大剧院, англ. Guangzhou Opera House) — одно из крупнейших и наиболее значимых театральных сооружений Китая, расположенное в городе Гуанчжоу, провинция Гуандун. Проект театра был разработан британским архитектором иракского происхождения  Захой Хадид. Открытие состоялось в 2010 году. Театр является важным культурным центром, где проходят оперные и театральные постановки, симфонические концерты и различные культурные мероприятия.

## История
В конце 1990-х годов власти Гуанчжоу приняли решение о создании современного театрального комплекса мирового уровня. Проект был разработан в рамках программы по модернизации города и превращению его в один из крупнейших культурных центров Азии.
В 2002 году состоялся международный архитектурный конкурс, победителем которого стала Заха Хадид. Строительство началось в 2005 году и продолжалось около пяти лет. Официальное открытие театра состоялось в феврале 2010 года.

## Архитектура
Оперный театр в Гуанчжоу выполнен в футуристическом стиле с элементами органической архитектуры. Основная концепция здания — «два камня, сглаженные водой», что отражает плавные и асимметричные формы комплекса. Театр состоит из двух основных объемов: большого и малого зала.
Для строительства использовались современные материалы, включая стекло, бетон и металл. Фасад облицован панелями сложной геометрической формы, создающими динамический световой эффект. Интерьеры выполнены в минималистическом стиле, сочетающем гладкие формы и инновационные решения в освещении и акустике.

## Внутреннее устройство

### Главный зал
Основной зрительный зал вмещает 1 800 человек. Он оснащен современными акустическими системами, разработанными специалистами в области архитектурной акустики. Гибкость акустических панелей позволяет адаптировать зал под различные виды представлений, включая оперу, балет, драматический театр и симфонические концерты.

### Малая сцена
Малый зал рассчитан на 400 зрителей и предназначен для камерных постановок, мультимедийных шоу и экспериментального театра.
Кроме зрительных залов, в комплексе находятся репетиционные помещения, студии звукозаписи, выставочные залы и образовательные пространства.

## Значение и влияние
Оперный театр в Гуанчжоу является важным элементом культурной жизни Китая. Здесь проходят международные театральные и музыкальные фестивали, гастроли ведущих мировых оперных театров и балетных трупп. Театр также активно сотрудничает с китайскими и зарубежными художественными академиями, организуя мастер-классы и образовательные программы.
Помимо культурного значения, театр стал знаковым архитектурным объектом Гуанчжоу и способствует развитию туристической отрасли города. Он входит в число главных достопримечательностей и привлекает внимание архитекторов, дизайнеров и исследователей современной урбанистики.